# Ronald Virag
Pour les articles homonymes, voir Virag.
 (octobre 2016).
Ronald Virag, né le 7 décembre 1938 à Metz, est un chirurgien cardio-vasculaire, andrologue français.
Inventeur d'un traitement médical contre l'impuissance, spécialiste de l’andrologie (la médecine du sexe masculin), il a développé les techniques modernes de diagnostic et traitement des dysfonctions sexuelles masculines mais également un programme de prévention des méfaits de l’âge au niveau cardiovasculaire, hormonal, sexuel, urologique et nutritionnel. Il est l’auteur de nombreuses publications et ouvrages scientifiques et de vulgarisation.
Il apparaît dans le film "La débandade" sous le nom de "Dr Doppler" pour faire une échographie Doppler au personnage joué par Claude Berri qui souffre de dysfonctionnements érectiles.

## Biographie
Il est né à Metz en 1938 de parents d’origine hongroise naturalisés français avant sa naissance.
Son père est un ancien footballeur professionnel connu sous le nom d'Edmond Weiskopf (1911-1996). 
Après ses études primaires et secondaires à l'École des Roches et au Lycée Janson de Sailly à Paris, il entre à la faculté des Sciences puis de Médecine de Paris. Il est reçu externe, puis interne des Hôpitaux de Paris. Il est ensuite nommé chef de clinique à la Faculté et se spécialise en chirurgie cardio-vasculaire. Il crée plusieurs unités de chirurgie cardiovasculaire dans des établissements privés avant de s’intéresser à l’impuissance sexuelle d’origine vasculaire pour laquelle il développe des techniques d’exploration spécifiques et conçoit diverses interventions chirurgicales originales, telle l’artérialisation de la veine dorsale du pénis qui porte son nom. [réf. nécessaire] [Information douteuse] En 1982, il découvre fortuitement que l’on peut déclencher une érection durable en instillant directement dans le pénis un vasodilatateur, la papavérine. Il développe alors la technique des injections intracaverneuses utilisées dans le monde entier depuis 1983. Il devient consultant à la Harvard Medical School. Il enseigne également au sein des différentes structures de formation médicale et de sociétés savantes françaises et étrangères. Il est membre titulaire de l’Academie Nationale de Chirurgie.

## L’impuissance sexuelle masculine (aujourd’hui dénommée dysfonction érectile)
Jusqu’au dernier tiers du XXe siècle la médecine s’est très peu intéressée au traitement des difficultés d’érection. Quand il était consulté, l’urologue recevait les malheureux « impuissants » entre deux infections urinaires, leur prescrivait une cure d’hormones mâles qui le plus souvent tournait court, puis les renvoyait chez le psychiatre. Pour beaucoup, sous l’influence de Freud, les problèmes de sexualité relevaient uniquement de névroses. Pourtant, depuis le XVIe siècle, sous l’influence des anatomistes italiens (Varolio, Leonardo da Vinci) on savait que l’érection était un phénomène vasculaire. Il fallut attendre les années 1970 pour que quelques pionniers (dont le chirurgien tchèque Vaclav Michal) développent des techniques chirurgicales puis médicales pour redonner de la vigueur aux « impuissants » Parmi ces pionniers, Ronald Virag, encore jeune chef de clinique à l’hôpital Broussais, s’est intéressé aux complications d’impuissance dont souffraient les patients atteints du syndrome de Leriche (l’obstruction de la partie inférieure de l’aorte qui entraîne à la fois gêne à la marche et impossibilité d’érection). On s’occupait bien de leurs jambes mais pas de leur pénis. Poussé par leur désarroi le jeune chercheur va désormais se passionner par ce problème et y consacrer l’essentiel de sa vie professionnelle. Un petit groupe international se formera, associant les Européens plus axés sur la physiologie et les Américains qui ont développé les techniques d’implants péniens. Ce groupe fondera une société savante qui est devenue aujourd’hui l’International Society for Sexual Medecine (ISSM) forte de plusieurs milliers d’adhérents.

## La mini injection intracaverneuse
L’injection intracaverneuse de papavérine a constitué un tournant dans l'histoire du traitement des dysfonctionnements sexuels. 
et dans le traitement d’un mal qui frappe des millions d’hommes. Ancien chef de clinique à l’époque dans l’un des services de chirurgie cardio-vasculaires les plus renommés d’Europe, Ronald Virag avait déjà mis au point une intervention visant à améliorer la circulation sanguine dans le pénis. Son intervention appelée "artérialisation de la veine dorsale" est connue aux États-Unis sous le nom de « Virag’s procedure ». C’est en 1981, lors d’une intervention chirurgicale sur le pénis, qu’il découvre qu’un vieux médicament extrait du pavot, et utilisé depuis la fin du XIXe siècle pour dilater les vaisseaux sanguins, peut provoquer l’érection quand il est injecté dans le pénis. Après un an d’observation des effets de la papavérine sur des volontaires, dont lui-même, la découverte est publiée dans le célèbre journal medical « Lancet ». Dès lors plus rien ne sera pareil ni dans le traitement puisque très vite des milliers de patients pourront en bénéficier ni dans la recherche puis que l’injection intracaverneuse sera désormais la référence et le moyen de déclencher l’érection quand on voudra l’étudier. Depuis lors, la technique a été améliorée d’une part pour le confort des patients qui peuvent utiliser un injecteur automatique, d’autre part pour l’efficacité par la mise au point de cocktails de médicaments encore plus efficaces. Aujourd’hui, « plus de dix ans après l’arrivée du Viagra©, la mini-injection intracaverneuse reste le traitement médical de la dysfonction érectile le plus efficace et le plus fiable ».

## Viagra et Virag
Quand le laboratoire américain Pfizer se rend compte qu’une molécule testée contre l’insuffisance cardiaque a des effets positifs sur l’érection, Ronald Virag est immédiatement consulté pour une première évaluation qui décidera de lancer la recherche sur le sujet. Il conduira ensuite avec un collègue norvégien la première étude clinique européenne préalable à la commercialisation du médicament. « Viagra », le nom du petit losange bleu présentant d’étranges similitudes avec celui du chirurgien français, suscitera de nombreuses interrogations. En 1999, il fait partie du groupe de travail sur les traitements de l’impuissance constitué par le secrétaire d’État à la santé B. Kouchner, à la demande du directeur général de la santé, Joël Ménard . Il est consulté la même année par le Comité Consultatif National d’Éthique.

## Prix et récompenses
En 1985 la société américaine d'Urologie lui décerne le prix John Lattimer (fait unique pour un médecin non spécialisé en urologie et non Américain) récompensant une découverte ayant changé le cours de la spécialité. L’instance a ensuite fait figurer sa découverte des effets de l'injection intracaverneuse comme l'une des découvertes la plus importante du siècle dans le domaine de l’urologie et de l'andrologie. En 1997, il est honoré par la Société Européenne de Médecine Sexuelle pour l’ensemble de ses travaux.
Des sociétés médicales brésiliennes, portugaises espagnoles et grecques l’ont également honoré. [réf. souhaitée] Il a été élu membre associé puis membre titulaire de l’Académie Nationale de Chirurgie[Quoi ?] (2012).